# Котеж
Котеж (серб. Котеж) — городской район Белграда, столицы Сербии. Находится в белградской общине Палилула, на левом берегу Дуная. До 1971 года Котеж был частью белградского пригорода Крняча, который в 1971 потерял статус населённого пункта и стал частью Белграда.